# Taeniopygia
Genre
Taeniopygia est un genre de passereaux de la famille des Estrildidae.

## Liste des espèces
Selon la classification de référence du Congrès ornithologique international (version 14.2, 2024) :
- Taeniopygia guttata (Vieillot, 1817) — Diamant mandarin
- Taeniopygia castanotis (Gould, 1837) — Mandarin d'Australie

## Galerie

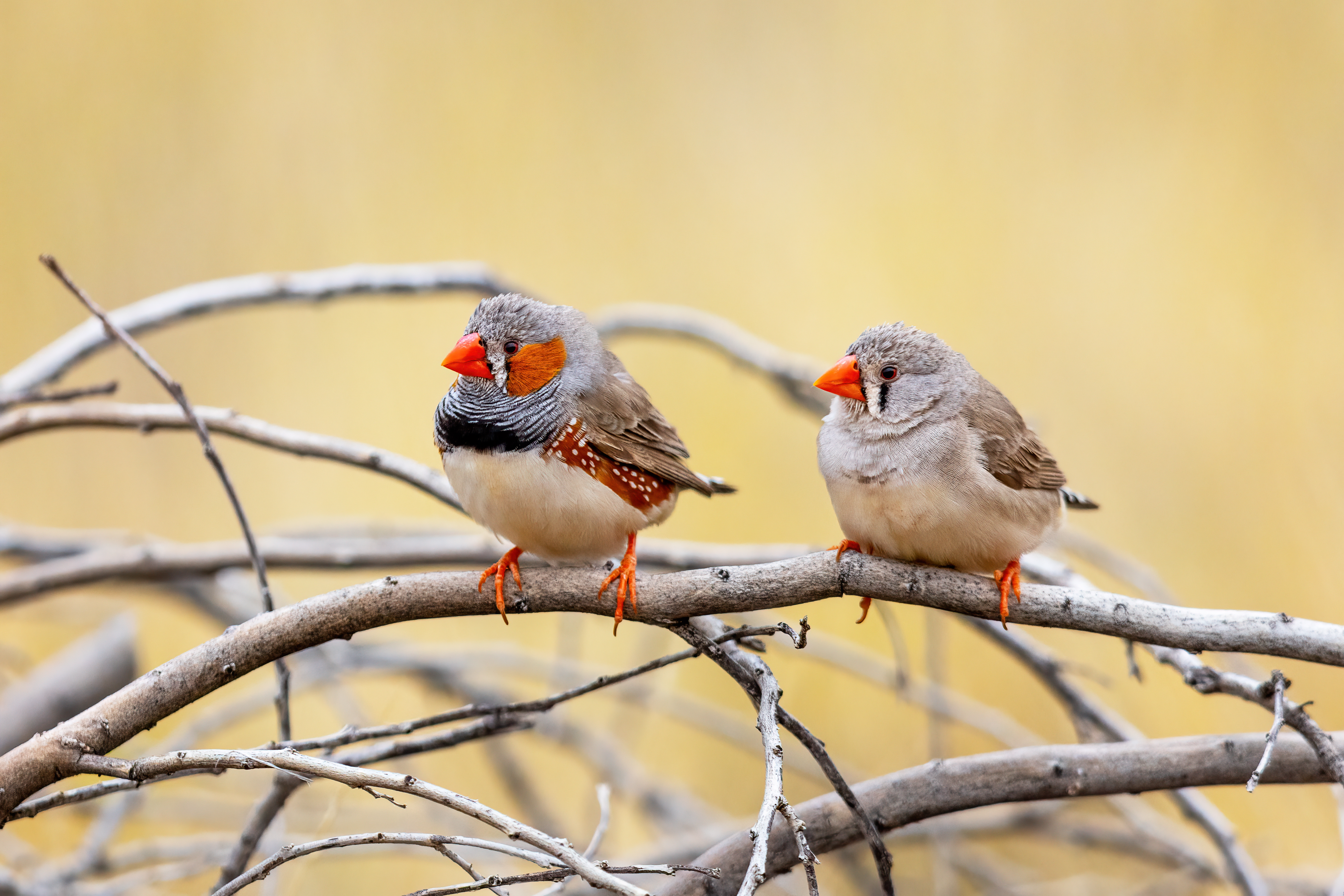
Taeniopygia castanotis mâle, à gauche, et femelle, à droite, vers Kings Canyon (Australie). Aout 2022.
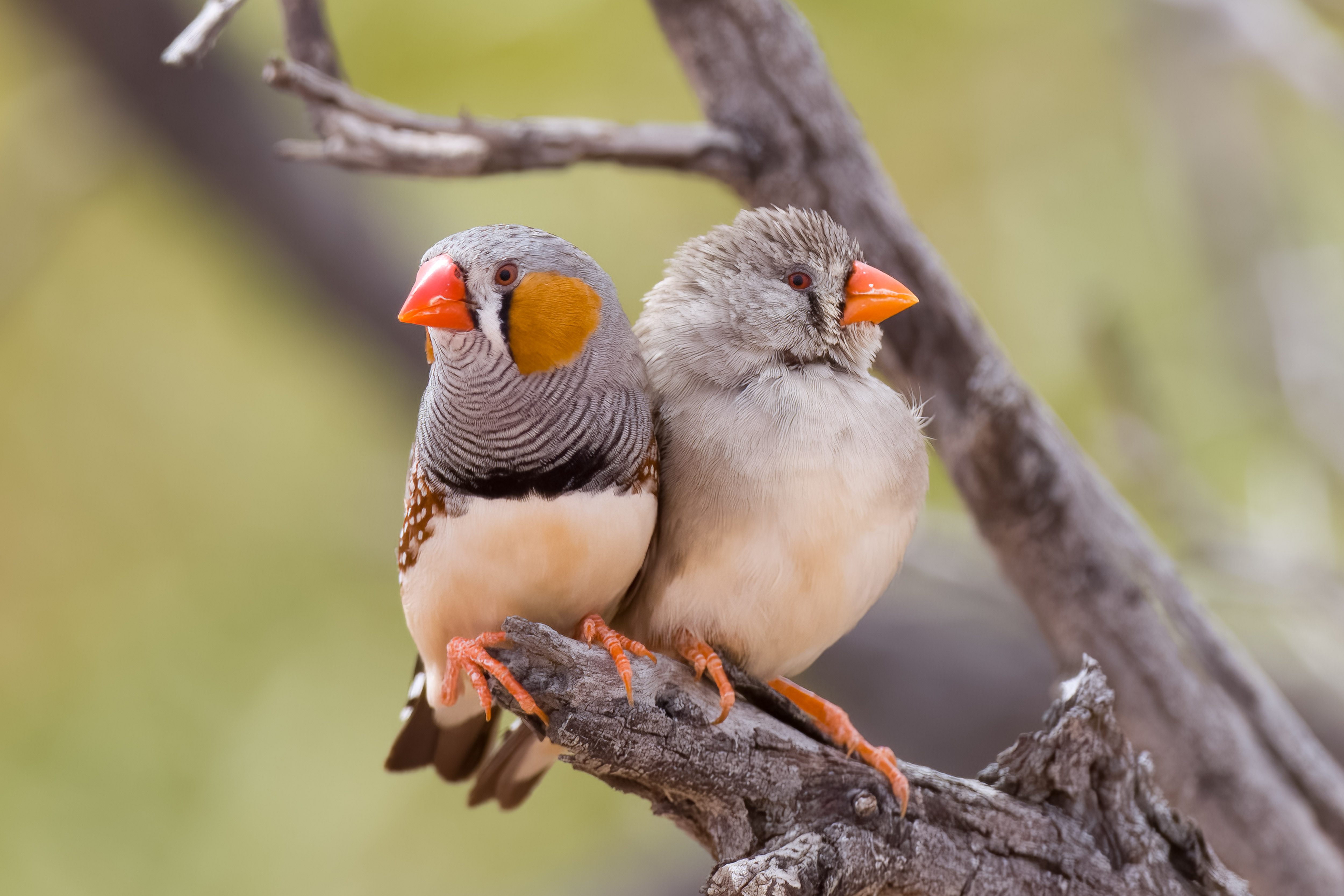
...dans le parc national Sturt près du Cameron Corner, Australie. Novembre 2021.
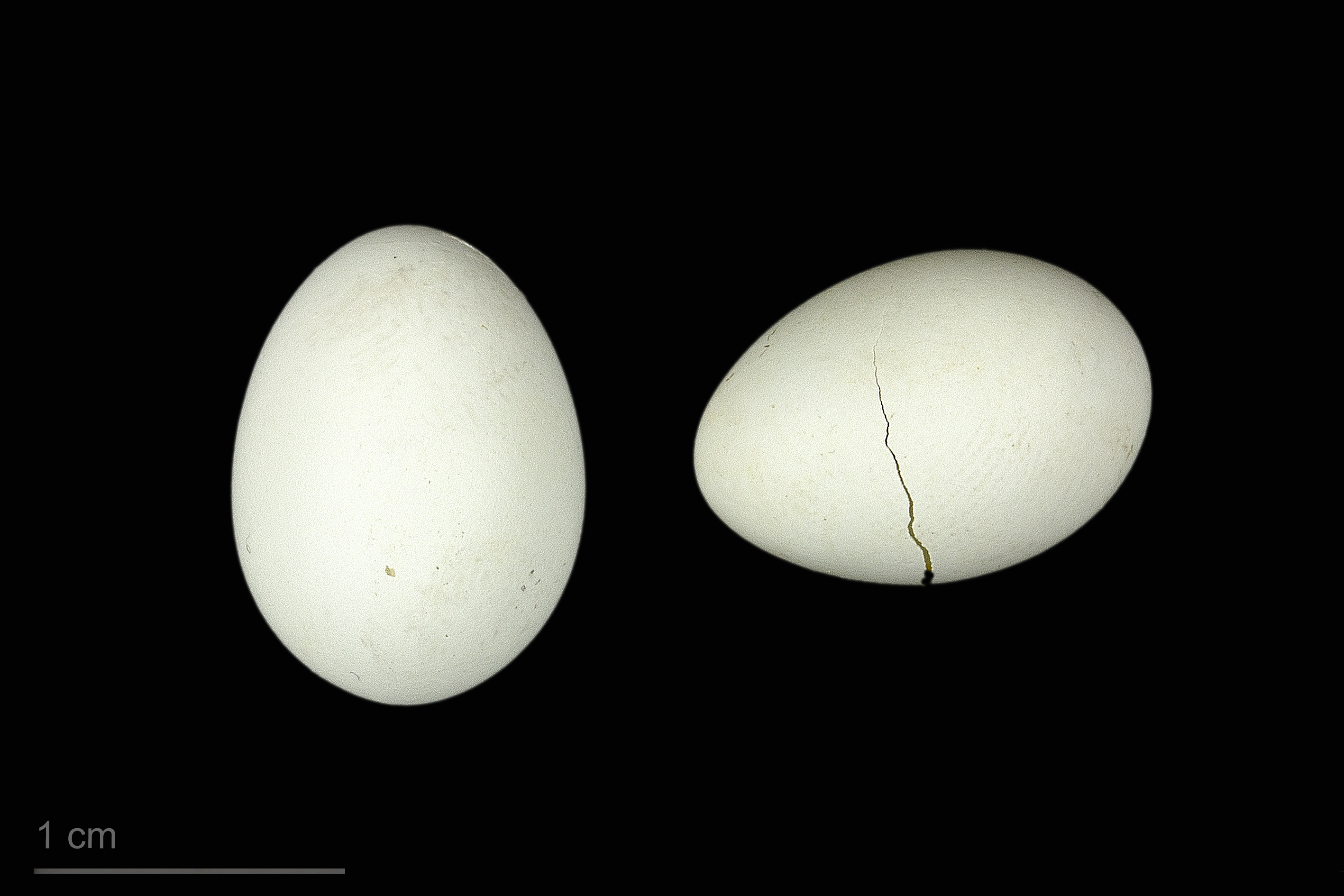
Taeniopygia guttata castanotis